# Han Yue (luchadora)
Han Yue (3 de junio de 1997) es una deportista china que compite en lucha libre. Ganó una medalla de bronce en el Campeonato Mundial de Lucha de 2017, en la categoría de 69 kg.

## Palmarés internacional
| Campeonato Mundial | Campeonato Mundial | Campeonato Mundial | Campeonato Mundial |
| Año                | Lugar              | Medalla            | Categoría          |
| ------------------ | ------------------ | ------------------ | ------------------ |
| 2017               | París (Francia)    | Medalla de bronce  | 69 kg              |